# Phobocampe posticae
Phobocampe posticae là một loài tò vò trong họ Ichneumonidae.